# Keith Meyer
Keith Edward Meyer (* 20. Juni 1938 in Geneva; † 25. Juli 2010 in Wilmington) war ein US-amerikanischer Eisschnellläufer.
Meyer wurde im Jahr 1959 Nordamerikanischer Meister im Langstrecken-Mehrkampf und Jahr 1961 US-amerikanischer Meister im Kurzstrecken-Mehrkampf. International startete er nur bei den Olympischen Winterspielen 1960 in Squaw Valley, wobei er den 29. Platz über 1500 m errang. Nach seiner Karriere war er als Maschinenbauingenieur tätig.

## Persönliche Bestzeiten
| Disziplin | Zeit        | Datum            | Ort          |
| --------- | ----------- | ---------------- | ------------ |
| 500 m     | 41,9 s      | 28. Februar 1959 | Squaw Valley |
| 1500 m    | 2:14,3 min  | 17. Februar 1960 | Squaw Valley |
| 3000 m    | 5:01,3 min  | 22. Februar 1959 | Squaw Valley |
| 10.000 m  | 18:17,1 min | 1. März 1959     | Squaw Valley |